# 青の6号
『青の6号』（あおのろくごう）/ 『Blue Submarine No.6』 は、小澤さとるの漫画作品。1967年（昭和42年）に『週刊少年サンデー』に連載された。のちにゴンゾ制作により、OVA化された。
第二次世界大戦後二十数年を経て、潜水艦による海中航路が発達した世界を舞台に、海中航路の安全を守る国際組織「青」所属の潜水艦「青の6号」と、国際テロ組織「マックス」との攻防を描く。

## 登場組織と戦力

### 「青」
太平洋における海中航路の安全を守るために結成された国際組織。各国海軍から派遣された潜水艦による潜水艦隊を主力とし、それを支援するための海上艦艇や航空機も保有している。その本局は、太平洋のほぼ中央に位置する海底火山のカルデラ内に建設されたドーム型の海底基地で、太平洋の潜水艦船航行を監視する情報局と、潜水艦隊の母港を兼ねている。マックスの台頭によって、マックス艦隊との戦闘が主な任務になってきている。
青の6号（くろしお号）
- 本機重量 2700t
- 水中速度 28ノット
- 安全深度 300m
- 動力源 原子力

日本の潜水艦。艦長は伊賀三佐。元は通常動力艦だったのを原子炉を後付した船体で、「青」の潜水艦の中では旧式であるが、精鋭の乗組員により活躍を見せる。各種魚雷、ビッグロック、スタンピード、高速沈下爆雷といった武装が満載され強火力であり、他に音波攪乱デコイ「オトキチ」を装備、セイル後方に小型潜航艇フリッパーを収容している。後にマックスのヤマト・ワンダーによって撃沈され戦死者を出すが、生き残りの乗組員は脱出に成功し、建造されていた後継艦「青の6号二世」に移乗した。初代艦は前作の707号二世同様、シップ型とティアドロップ型潜水艦を合わせたような独自の艦型で、二代目はティアドロップ型だが、セイル付近でエリアルールのように若干くびれているのが特徴。なお上記のデータは初代のものであり二世についてのデータは不明。作中の記述からは二世号の性能は初代より格段に向上したものと考えられる。
フリッパー号
- 本機重量 37t
- 水中速度 60ノット
- 安全深度 1000m
- 動力源 原子力
- 乗員 2名

青の6号搭載の小型潜航艇。乗員は山野ケン太、沖田竜次。
青の1号（コーバック号）
- 本機重量 5500t
- 水中速度 50ノット
- 安全深度 600m
- 動力源 原子力

アメリカの潜水艦。艦長はギルフォード少佐。「青」の潜水艦中では最新鋭の高性能艦で、人工知能を搭載している。しかしその能力を過信しすぎたため、マックスの操る海獣「赤ハゲ」との遭遇で衝突事故をおこし大破着底するが、乗組員は脱出に成功し、二世号が建造される。なお上記のデータは初代のものであり二世についてのデータは不明。初代にはなかった兵器を追加装備し、性能も向上したものと思われるが、作中に詳しい描写はない。
青の3号（マラコット号）
- 本機重量 2900t
- 水中速度 45ノット
- 安全深度 450m
- 動力源 原子力

英国の潜水艦。艦長はフリント少佐。
青の7号（タルボット号）
- 本機重量 2300t
- 水中速度 25ノット
- 安全深度 250m
- 動力源 ディーゼル

オーストラリアの潜水艦。艦長はバーク少佐。
青の8号（パイロン号）
- 本機重量 300t
- 水中速度 25ノット
- 安全深度 300m
- 動力源 原子力

中国、正確には連載当時に日本との国交があった中華民国（台湾）の潜水艦。艦長はマオ少佐。マックスのムスカ4号を撃沈するが、直後にストリーム・ベースにより撃沈される。
※潜水艦番号の欠番は、事故や戦闘によって失われたもの。

### マックス
世界中に拠点を持つ国際テロ組織。世界経済に影響を与えるほどの資金力を持ち、国土を持たない「散在国家」としての承認を各国政府に要求している。その一方、「首都」となる本拠地を太平洋の某所に建設しつつあり、太平洋における覇権を握るべく各国海軍に対してテロを続けている。首領は一つ目の覆面で顔を隠した人物で、その正体は最後まで不明のままであった。
ムスカ
マックスが量産する高速潜水艦。ワルター機関を搭載した二軸艦である。水中運動性に優れるので格闘潜水艦とも呼ばれる。設計は元ドイツ海軍のベルグ少佐。武装は艦首に魚雷発射管4門他。独特の「キュルキュルキュルキュル」という推進音を発する。劇中の描写から、少なくとも66隻は建造された模様。
ストリーム・ベース
柱状をしたマックスの水中移動基地。主に海底潮流を利用して移動するのでこの名がある。外装式にムスカ四隻を繋留可能で、潜水艦隊の補給母港ともなる。
ヤマト・ワンダー
旧日本海軍の戦艦大和を基に改造したマックスの潜水戦艦。46cm主砲塔は魚雷発射管に改装されている。乗組員は特殊な改造手術を受けた水棲人（サイボーグ）である。機関部他、僅かな例外を除いて艦内は海水で満たされているので、外壁に破孔が開いた位ではダメージを与えたことにはならない。
赤ハゲ
ヤマト・ワンダーと共にマックスの切り札として使われた生物兵器。誘導音波で操る巨大な海洋生物で、額に赤い斑がある為に、この名で呼ばれる。生き物だがその力は凄まじく、魚雷は外皮には全く通用せず（攻撃は単に怒りを呼び覚ますだけなので逆効果）、体当たりで潜水艦をことごとく沈めてしまう。
ビッグ・マックス
マックスが総力を挙げて建造中の超巨大な人工国家。マックスの国家中枢その物とされる海中要塞。あのヤマト・ワンダーや赤ハゲすらも、このビッグ・マックス建造から世界の目を逸らすための陽動に過ぎなかったとされている。完成すれば世界の全海軍力を結集しても勝てるかどうか怪しかったとされるが、青の6号二世の活躍によって破壊された。

## 登場人物
伊賀（いが）三佐
くろしお号（青の6号）の艦長。フルネームは伊賀大作（いが だいさく）。ひげとパイプがトレードマーク。くろしお号が旧式でポンコツと呼ばれることを気にしているが同時に深い愛着も持っている。第二次世界大戦中は伊号潜水艦に乗り組んでいた生粋の潜水艦乗り。
早田（はやた）二尉
くろしお号の副長。長身の好青年で伊賀艦長のよき補佐。
山野ケン太（やまの ケンた）、沖田竜次（おきた りゅうじ）
くろしお号に搭載された潜航艇、フリッパー号のパイロットの少年。二人そろって負けず嫌いでしょっちゅう張り合っている。が、「ケンカするほど仲がいい」のか危機に陥った際には意外なチームワークのよさを見せる。
円波（まるなみ）博士
「青」の司令官。「青」の初代局長で本局ドームの設計者。「火星頭」と称される大きな頭を持つ天才科学者。
ノボ
「青」の本局の門番を勤めるロボット。マニピュレーターはなく、本局ドームが設置されている海底火山、マラコット火山の火口の底に固定されており、移動能力はない。「青」の所属艦船が本局へ安全に入港できるようにガイドを努めたり、不審な艦船を威嚇、攻撃するなどの役割を持つ。7ヶ国語をあやつるなど高度な会話能力を有しており、ちょっとした冗談などにも付き合ってくれる。
その攻撃力はかなりのもので特に潜水艦の駆動部破壊用のミサイル、スクリュー・パンチは百発百中。ミサイル切れさえなければほぼ無敵であるが、その自慢の武装も「赤ハゲ」には全く通用せず、弾切れ後は「ゲームセット」を繰り返し呟きながら海底に引っ込んだ。
ギルフォード少佐
コーバック号（青の1号）の艦長。片目に眼帯をしている。高度な技術を詰め込んだコーバック号を誇りとしており少々高慢なところがある。アメリカ出身。
ブリーン大尉
コーバック号の副長。
フリント少佐、ラルツ中尉
マラコット号（青の3号）の艦長、副長。
バーク少佐、ワンダー中尉
タルボット号（青の7号）の艦長、副長。
マオ少佐、ヤン大尉
パイロン号（青の8号）の艦長、副長。

## 青の6号 AO6
後述のOVA版の製作にあわせて、1997年より世界文化社から刊行されたリメイク版。メカニカルデザインは宮武一貴。
旧作との共通点は、以下の3点だけで、ストーリーは全くの別物となっている。
- 日本の潜水艦が「青の6号」であり、旧式艦である。
- 青6に潜水艇が搭載されている。
- 敵潜水艦の名が「ムスカ」である。

書き下ろしの単行本として全5巻が発売された。当初は6巻の予定だったが、作者が編集者と喧嘩をしたため、5巻で打ち切られた。そのため途中の伏線が回収されず、唐突な終わり方となっている。

## OVA
バンダイビジュアル、東芝EMI、GONZOの三社による製作のもと、1998年から2000年にかけて、LD、VHS、DVDが発売され、2006年12月にはDVDが再発売された。のちにBlu-ray版もリリースされた。
原作者である小澤の意向により、原作とは全く異なる内容の作品として制作されており、水没した世界を舞台に、超国家組織“青”の6号の一員である速水鉄を中心とした物語が展開される。
また、主人公たちの敵対者もマックスではなく、"青"の元関係者に変更されている。